# Giovanna degli Albizzi

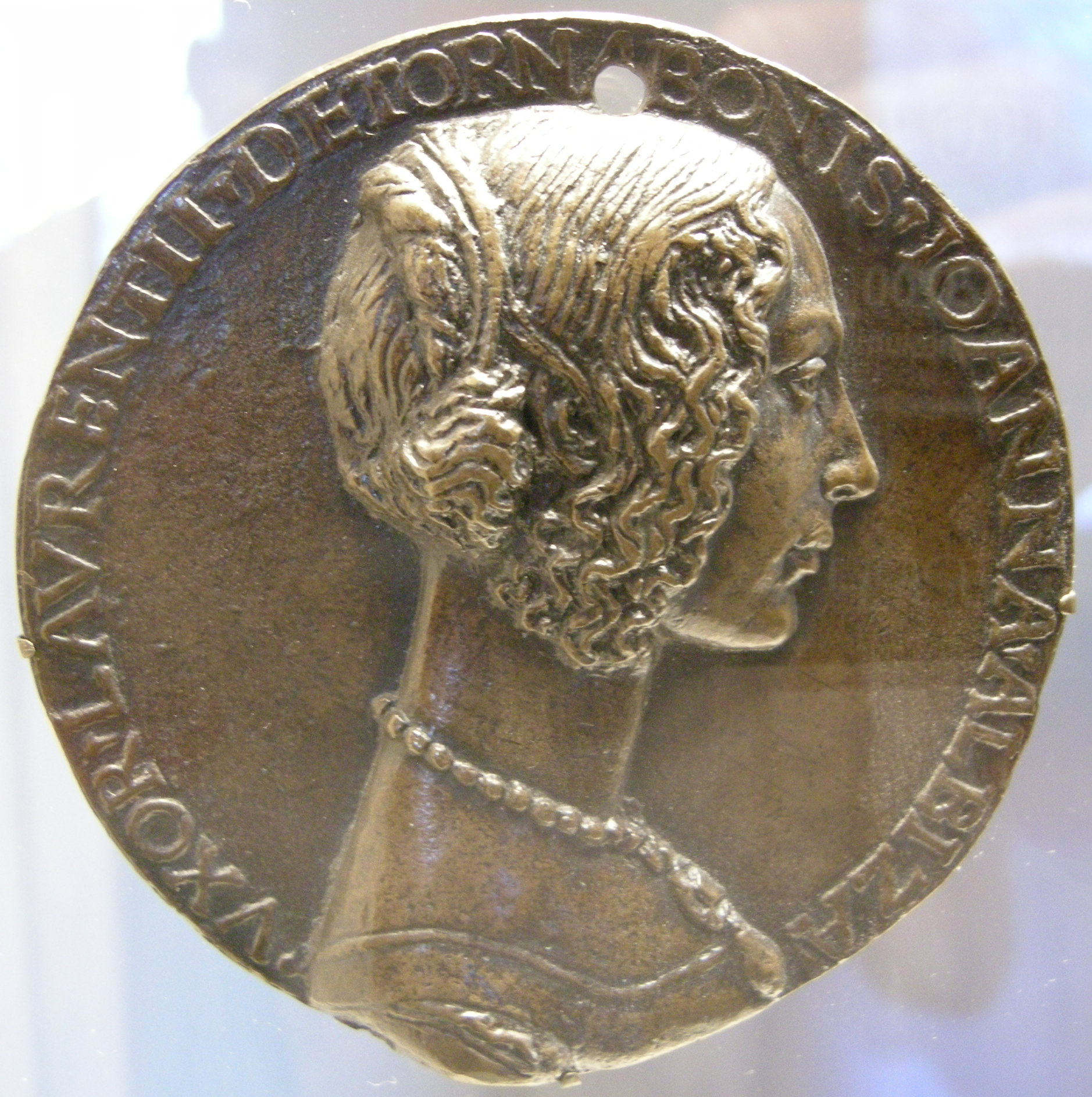
La medaglia di Niccolò di Forzore Spinelli

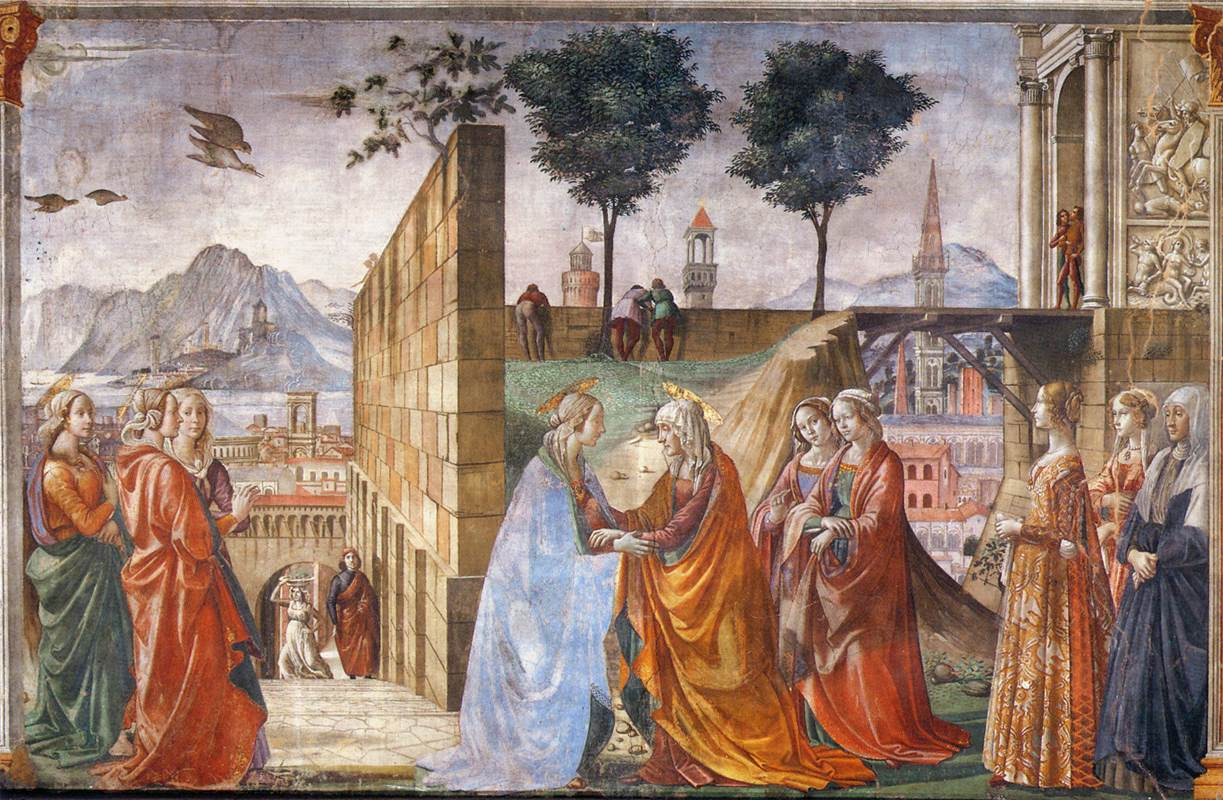
La Visitazione di Domenico Ghirlandaio nella cappella Tornabuoni

Giovanna degli Albizzi, maritata Tornabuoni (Firenze, 18 dicembre 1468 – Firenze, 7 ottobre 1488), fu una donna dell'alta borghesia fiorentina del Quattrocento, effigiata in numerose opere d'arte di Domenico Ghirlandaio e Sandro Botticelli.

## Biografia
Giovanna era figlia di Maso degli Albizi, già rivale dei Medici, e di Caterina Soderini; il suo matrimonio con Lorenzo, rampollo di Casa Tornabuoni, imparentati molto strettamente ai Medici, segnò un riavvicinamento, seppure indiretto, tra le due famiglie. Le nozze si svolsero il 15 giugno 1486. Il suocero di Giovanna era Giovanni Tornabuoni, zio di Lorenzo il Magnifico e tesoriere papale, da molti definito come l'uomo più potente in Firenze dopo Lorenzo stesso. Per le nozze Botticelli decorò ad affresco la loggia di Villa Tornabuoni con scene allegoriche, una delle quali era dedicata alla sposa: Venere e le tre Grazie offrono doni a una giovane.
Giovanna si trova in posizione preminente anche negli affreschi della cappella Tornabuoni, comparendo ben due volte, una nella Nascita della Vergine e una nella Visitazione. In entrambi gli affreschi appare con il medesimo vestito, un sontuoso abito con damascature dorate, ma con maniche diverse: ora estive, ora invernali. A lei inoltre Ghirlandaio dedicò alcuni ritratti: uno celebre di profilo, oggi nel Museo Thyssen-Bornemisza di Madrid, (forse eseguito dopo la morte, a partire dallo stesso cartone degli affreschi Tornabuoni), e uno di tre quarti, oggi nel Tokyo Fuji Art Museum di Hachiōji; un terzo, opera di bottega, è al Clark Art Institute di Williamstown, in Massachusetts. Tipica (ma non esclusiva) è la sua acconciatura coi biondi capelli raccolti sulla nuca e riccioli che incorniciano il volto.
Ebbe un primo figlio, Giovannino, a soli diciannove anni, l'11 ottobre 1487. Alla seconda gravidanza, un anno dopo, morì giovanissima di parto, venendo poi sepolta in Santa Maria Novella il 7 ottobre 1488.